# Otto Tachenius
Otto Tachenius, né Otto Tacke vers 1610 à Herford en Westphalie et mort le 8 décembre 1680 à Venise, est un pharmacien, médecin, chimiatre et alchimiste allemand, installé en Italie à partir de 1645. Il publie en 1666 un traité, Hippocrates Chymicus, l'un des premiers textes à suggérer que les sels et les réactions acido-basiques pouvaient jouer un rôle dans la santé et le fonctionnement du corps humain.

## Biographie
Fils du meunier Heinrich Tacke, Otto Tachenius commence une formation de pharmacien à Herford, à Lemgo en 1633 et à Brême ; il est renvoyé, semble-t-il pour vol, et entreprend sous le nom de Tachenius un long périple qui le mène en 1640 à Kiel, en 1641 à Dantzig, puis Königsberg, Vilnius et Varsovie, villes où il travaille comme aide-pharmacien ; en 1644, il est à Vienne, employé par le médecin Johann Wilhelm Mannagetta, recteur de l'université ; en 1645, il se rend à Padoue où il étudie à l'université et obtient son doctorat de médecine en 1647.
Il s'installe à Venise, où il exerce comme médecin, tout en menant des études sur des produits chimiques tels que la silice ou sur l'effet du savon sur les huiles. Il vend un remède qu'il garde secret et appelle sal viperinum (sel vipérin) et polémique à ce sujet avec un médecin de Hambourg, Helwig Dieterich.
En 1666, il publie Hippocrates Chimicus où il développe les enseignements de Franciscus Sylvius et affirme que tous les processus chimiques et certains processus mécaniques, comme le mouvement ou la production de la chaleur, sont régis par deux principes, l'acide et l'alcali, c'est-à-dire les acides et les bases ; pour s’inscrire dans la tradition médicale, il affirme que la distinction entre les acides et les alcalis vient d’Hippocrate,.

## Publications

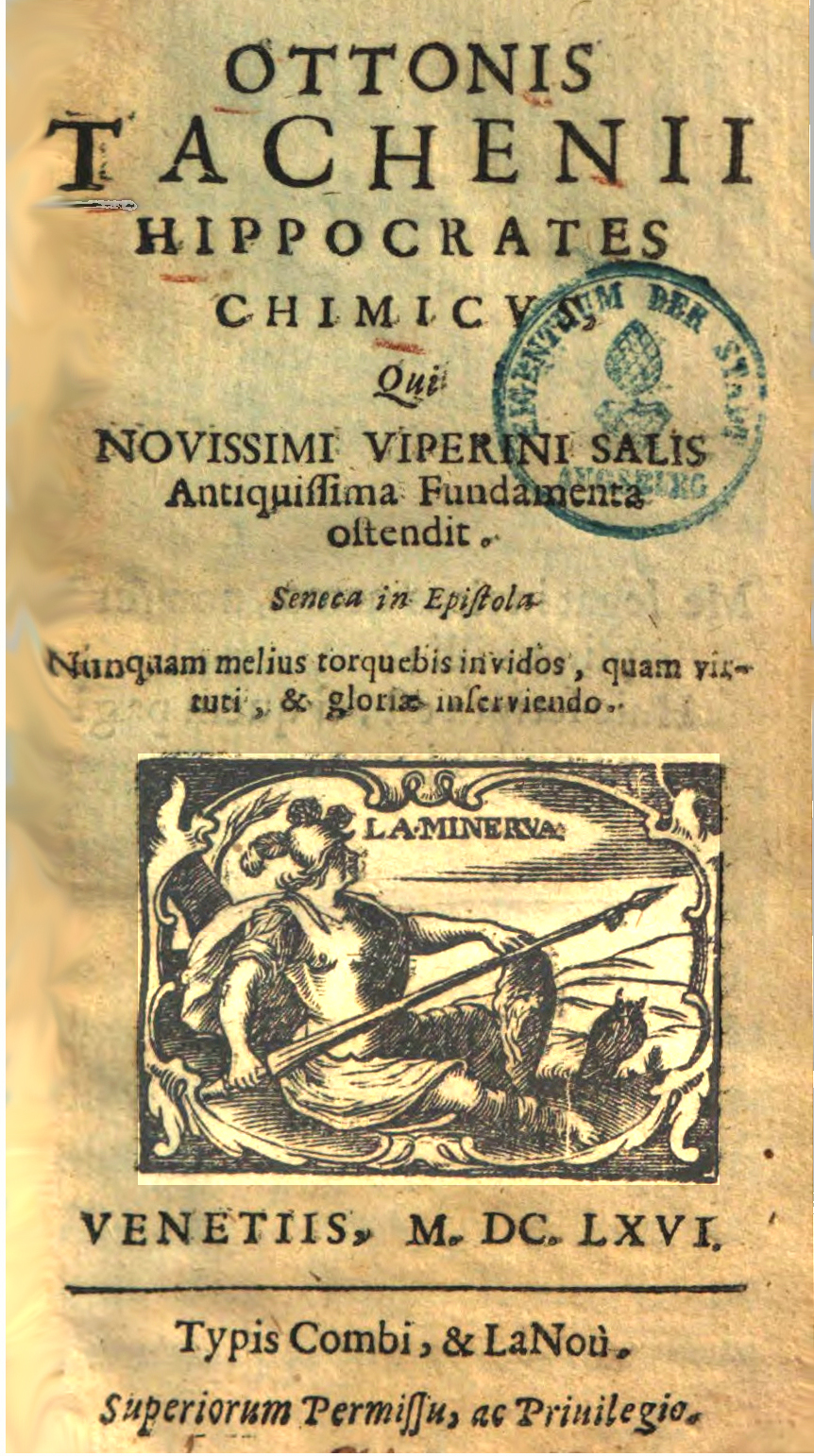
Page de titre de la première édition d'Hippocrates Chimicus.

- Epistola de famoso liquore Alcahest, Hambourg, 1652, 16 p. (lire en ligne)[4].
- Apologia contra falsarium, et pseudo-chimicum Helwig Didericum, Venise, 1652, 14 p.
- Echo ad vindicias chirosophi. In qua, de liquore alcaeist, Paracelsi & Helmontij, veterum vestigia perquiruntur, Venise, 1656, 24 p.
- Hippocrates Chimicus qui novissimi viperini salis antiquissima fundamenta ostendit, Venise, Combi et La Noù, 1666, 242 p. (lire en ligne) ; rééditions en 1668 à Brunswick (lire en ligne), en 1671 à Leyde, en 1673 et 1674 à Paris, en 1676 à Londres.
- Lux obnubilata suapte natura refulgens. Vera de lapide philosophico theorica, metro italico descripta, Venise, 1666, Alessandro Zatta, 216-[10] p. ; édition en français : La lumière sortant par soi-mesme des ténèbres. Ou Véritable théorie de la pierre des philosophes, écrite en vers italiens, traduction de Bruno de Lansac, Paris, Laurent d'Houry, 1687, 336 p.[5].
- Antiquissimae Hippocraticae medicinae clavis, qui manuali experientia in naturae fontibus elaborata, qua per ignem et aquam inaudita methodo occulta naturae et artis, compendiosa operandi ratione manifesta fiunt, et dilucide aperiuntur, Venise, Combi et La Noù, 1669, 288 p. ; réédition en 1669 à Francfort, en 1671 à Leyde et à Paris, en 1697 à Naples (lire en ligne).
- Tractatus de morborum principe, in quo plerorumque gravium ac fonticorum praeter naturam affectuum hermetica vera et solida curatio proponitur, Osnabrück, J. G. Schwänder, 1678, 187 p. (lire en ligne).